# Juan Melivilo
Juan Javier Melivilo (né le 22 avril 1989) est un coureur cycliste argentin, membre de l'équipe Municipalidad de Pocito.

## Palmarès
- 2013
  - Classement général du Giro por la Hermandad (es)
  - 3e du championnat d'Argentine sur route
  - 3e du Criterium de Apertura
- 2014
  - 6eb étape de la Doble Bragado (contre-la-montre)
  - 3e de la Doble Bragado
- 2015
  - Doble Bragado :
    - Classement général
    - 7ea étape

  - Gran Premio Aniversario de Roque Pérez
  - 3e du Tour de San Juan
- 2017
  - 3e du championnat d'Argentine du contre-la-montre
  - 3e du championnat d'Argentine sur route
- 2018
  - Mendoza-San Juan
- 2019
  - 6e étape du Tour de Mendoza
  - Circuit Carlos Escudero
- 2021
  - 3e étape de la Doble Chepes

## Classements mondiaux
| Année            | 2017 | 2018 | 2019 | 2020 |
| ---------------- | ---- | ---- | ---- | ---- |
| UCI America Tour | 408e | 213e |      | 81e  |